# BBU Verband Berlin-Brandenburgischer Wohnungsunternehmen
Der BBU Verband Berlin-Brandenburgischer Wohnungsunternehmen e. V. ist ein wohnungswirtschaftlicher Regionalverband mit Sitz in Berlin. Ihm gehören rund 340 Wohnungsunternehmen in Berlin und Brandenburg an – darunter kommunale, genossenschaftliche, private und kirchliche Unternehmen. Die Mitgliedsunternehmen bewirtschaften zusammen gut 1,1 Millionen Wohnungen in der Hauptstadtregion und repräsentieren damit rund 45 % des Mietwohnungsbestands in Berlin und 44 % in Brandenburg.

## Aufgaben und Funktionen
Der BBU versteht sich als Plattform für fachlichen Austausch, als Informationsdienstleister und als Teil des wohnungspolitischen Willensbildungsprozesses. Er bereitet wohnungswirtschaftlich relevante Informationen auf, kanalisiert Positionen seiner Mitglieder und bringt sie in politische und gesellschaftliche Debatten ein. Der Verband steht im Dialog mit Politik, Verwaltung, Medien und Öffentlichkeit und setzt sich für verlässliche Rahmenbedingungen auf dem Wohnungsmarkt ein.
Neben der politischen Interessenvertretung gehören die kontinuierliche Informationsbereitstellung und Beratung der Mitgliedsunternehmen zu den zentralen Aufgaben des Verbands. Der BBU informiert über gesetzliche Entwicklungen, wirtschaftliche Trends, technische Innovationen sowie wohnungspolitische Themen und organisiert vielfältige Austauschformate wie Fachkommissionen, Arbeitskreise und Informationsveranstaltungen.

## Die Geschichte
Der Verband wurde 1897 gegründet und gilt damit als ältester wohnungswirtschaftlicher Regionalverband in Deutschland. Er ist ordentliches Mitglied im GdW Bundesverband deutscher Wohnungs- und Immobilienunternehmen e. V. und bundesweit vernetzt.

## Gesetzlicher Prüfungsverband
Der BBU ist auch ein genossenschaftlicher Prüfungsverband mit gesetzlicher Zulassung. Er prüft, berät und betreut rund 200 Wohnungsgenossenschaften in beiden Ländern und darüber hinaus. Die gesetzlich vorgeschriebene jährliche Prüfung dient dem Schutz der Mitglieder sowie der wirtschaftlichen Stabilität der Genossenschaften.

## Kooperationen und Fachgremien
Der BBU arbeitet mit zahlreichen Institutionen, Landesverwaltungen und Fachgremien zusammen. In seinen satzungsgemäßen Fachkommissionen werden wohnungswirtschaftliche Themen wie Genossenschaftsfragen, Baukosten oder Digitalisierung behandelt. Arbeitskreise auf regionaler und thematischer Ebene ermöglichen darüber hinaus praxisnahen Austausch und Wissenstransfer zwischen den Mitgliedsunternehmen.

## Beteiligungen
- BBT – Treuhandstelle des Verbandes Berliner und Brandenburgischer Wohnungsunternehmen GmbH
- DOMUS AG – Wirtschaftsprüfungs- und Steuerberatungsgesellschaft
- DOMUS     CONSULT – Wirtschaftsberatungsgesellschaft mbH

### Verbundene Organisationen
- BBA – Akademie der Immobilienwirtschaft e. V.
- BBW – Verband Berlin-Brandenburgischer Wohnungswirtschaft e. V.
- VSWG – Verband Sächsischer Wohnungsgenossenschaften e. V. (Kooperation)